# Mine d'Eagle Butte

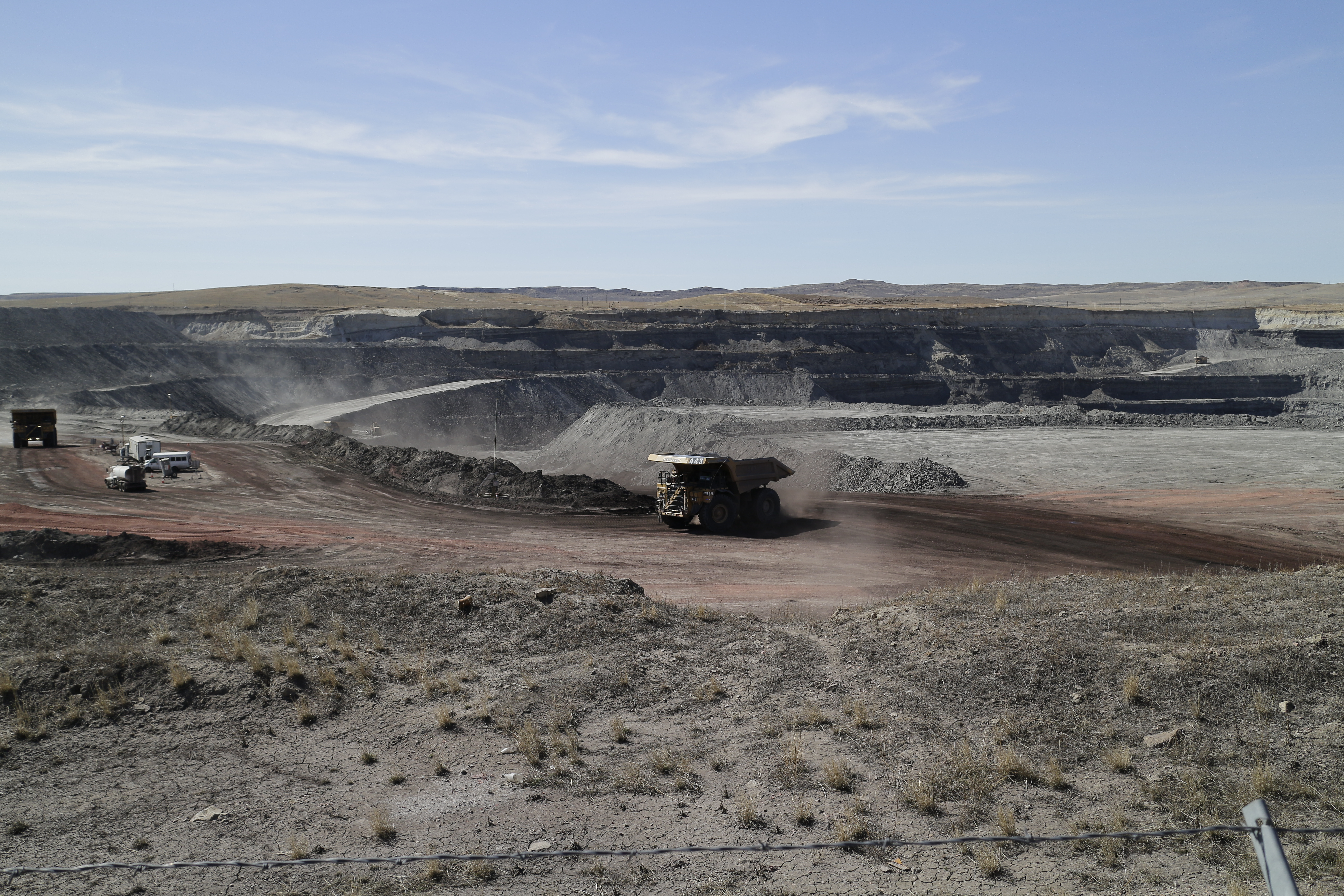

La mine d'Eagle Butte est une mine à ciel ouvert de charbon située au Wyoming aux États-Unis,. Elle a produit en 2009 approximativement 21 millions de tonnes de charbon.